# Winterbourne Gunner
Winterbourne Gunner – wieś w Anglii, w hrabstwie Wiltshire. Leży 6 km na północny wschód od miasta Salisbury i 121 km na zachód od Londynu.